# Аламо (филм, 1960)
Вижте пояснителната страница за други значения на Аламо.
„Аламо“ (на английски: The Alamo) е уестърн драма на режисиран от Джон Уейн, който излиза на екран през 1960 година, с учасието на Джон Уейн, Ричард Уидмарк и Лорънс Харви.

## Сюжет
Легендарна история за малка група американски войници и трапери, които защитават форд Аламо жертвайки живота си в безнадеждна битка срещу огромна мексиканска армия, която се стреми да смаже създаването на новата република Тексас.

## В ролите
| Актьор         | Роля                                            |
| -------------- | ----------------------------------------------- |
| Джон Уейн      | Дейви Крокет                                    |
| Ричард Уидмарк | Полковник Джим Бауи                             |
| Лорънс Харви   | Полковник Уилям Барет Травис                    |
| Франки Авалон  | Смити                                           |
| Патрик Уейн    | Капитан Джеймс Бътлър Бонъм                     |
| Линда Кристал  | Грасиела Кармела Мария (Флака) де Лопес и Вехар |
| Джоан О'Брайън | г-жа Сю Дикинсън                                |
| Чил Уилс       | Бийкийпър                                       |
| Джоузеф Калея  | Хуан Сегин                                      |
| Ричард Бун     | Генерал Сам Хюстън, лидер на армията на Тексас  |